# Сулима Микола Федорович
Мико́ла Фе́дорович Сули́ма (15 серпня 1892 — 1955, Ухта) — український мовознавець. Народився на Харківщині в родині священника. Навчався на історико-філологічному факультеті Харківського університету, згодом закінчив Варшавський університет. З 1918 року впродовж восьми років учителював у гімназії імені Б. Грінченка та інших середніх освітніх закладах Харкова; кілька місяців обіймав посаду інспектора. 1921 року став лектором Інституту народної освіти в Харкові, а 1922 року вступив до аспірантури при науково-дослідній кафедрі мовознавства, де перебував до 1932 року на посаді наукового співробітника. За плідну наукову діяльність отримав звання дійсного члена Інституту народної освіти. Крім цього, Сулима обіймав посаду професора науково-дослідної кафедри мовознавства ХІНО; його обирали керівником Секції сучасної української мови при Харківському філіалі Науково-дослідного інституту мовознавства.
Основне коло наукових досліджень Миколи Сулими — українська стилістика та синтакса. Мовознавець також цікавився історією української літературної мови, діалектологією, словотвором, лексикою та фразеологією, досліджував мову Т. Шевченка, Л. Українки, А. Тесленка, М. Хвильового. М. Сулима — автор праць: «Український article» (1923), «Найяскравіші особливості фрази Шевченкового «Кобзаря» (1924), «Фразеологія Миколи Хвильового» (1925), «До характеристики мови Архипа Тесленка» (1926), «Дещо про зниклі дієприкметники» (1927), «Українська фраза» (1928), «Проблеми літературної норми в українській мові» (1928) та ін. Брав активну участь у Харківській правописній конференції 1927 року. Сулима одним із перших в українському мовознавстві обстоював внормування синтакси літературної мови на принципах поєднання народномовних рис з найкращими зразками нової літературної мови XIX — XX ст., за що його зараховують до «поміркованих пуристів». Учений уклав курс лекцій «Історія української літературної мови» та перший навчальний посібник із діалектології «Українська діалектологія» (обидва у книжці «Історичний курс української мови» (X.,1928), що становила синтетичний курс історії української літературної мови). Загальна кількість наукових публікацій М. Ф. Сулими — близько 80 праць.
Уперше заарештований у квітні 1932 року, перебував в одній із харківських в'язниць майже рік. Вийшовши із в'язниці, через 19 днів остаточно звільнений з роботи за «спроби спрямувати розвиток української літературної мови на буржуазно-націоналістичний шлях». У 1934 році його праці зазнали критики в погромницькій статті Петра Горецького та Івана Кириченка в «Мовознавстві», 1934, ч. 2. Репресований за «український буржуазний націоналізм у синтаксі». У 1935 році влаштувався на посаду професора кафедри україністики в Кримський педагогічний інститут (нині Сімферопольський університет). У роки війни редагував українську газету, за що його згодом знову був ув'язнений і засуджений до страти. Відмовився від можливого помилування, однак смертну кару йому замінили на довічне ув'язнення: відбував його в таборі «Спаськ», називаному Долина смерті (розташований у Карагандинській області Казахстану). Частково реабілітований у 1950-х pp., потрапив на поселення до міста Ухта (Комі АСАР), де й помер 1955 року.